# モウイ
モウイ（ノルウェー語: Mowi ASA）は、ノルウェー・ベルゲンに本社を置く、世界最大のサーモン養殖加工会社。世界25カ国に販売拠点を有し、70カ国以上にサーモンを中心とする魚介類食品を提供している。オスロ証券取引所上場企業（OSE: MOWI）。

## 沿革
1964年にサーモンの生産を開始し創業、1969年にノルスク・ハイドロが同社の株式の過半数を買収しその傘下となったのち、1981年にアイルランドのFanad Fisheryを、1983年にイギリス・スコットランドのGolden Sea Produceを買収した。1985年にノルスク・ハイドロはモウイを完全子会社化し、1990年に名称をハイドロ・シーフードに変更したが、1999年にオランダ企業のNutreco Holding N.V.がハイドロ・シーフードを買収し名称をマリンハーベスト（Marine Harvest N.V.）へと変更、その後2006年にノルウェーのPan Fish ASAがマリンハーベストの株式を買収の上、Fjord Seafood ASAを加えた3社が合併する形で、マリンハーベスト（Marine Harvest ASA）が形成された。2017年にカナダのGray Aqua Groupの買収を完了した。2019年1月、創業時の企業名であるモウイを再び採用する形で社名変更を行った。

## 日本法人
日本法人「株式会社モウイジャパン」（Mowi Japan Co., Ltd.）は、サーモンやマグロを中心に魚介類の販売を行っている。1995年にマリンハーベストジャパン株式会社として設立、本社に合わせる形で2019年5月に現在の法人名に変更した。東京（ニチレイ東銀座ビル）に本社を持つほか、2010年代に入り、大阪市に支店、成田市と泉佐野市に工場を開設し、事業の拡大を行っている。サーモン加工食品を扱う別会社モウイジャパンフードサービスを有していたが2020年3月にモウイジャパンと吸収合併した。日本で取り扱っているブランドに「モウイサーモン」「Sterling (スターリング)」などがある。